# Ernst von Redern
Ernst von Redern (9 tháng 8 năm 1835 tại Wansdorf – 20 tháng 6 năm 1900 tại Charlottenburg) là một Trung tướng Phổ, đã từng tham chiến trong ba cuộc chiến tranh thống nhất nước Đức kể từ năm 1864 cho đến năm 1871.

## Tiểu sử

### Gia đình
Ông sinh vào tháng 8 năm 1835, trong gia đình quý tộc lâu đời von Redern vùng Mark, và là con thứ năm của Karl von Redern (1784 – 1858). Vào năm 1859, tại Berlin, ông thành hôn với Anna Unzelmann von Fransecky.

### Sự nghiệp quân sự
Vào ngày 1 tháng 5 năm 1855, Redern gia nhập Trung đoàn Bộ binh Trừ bị Cận vệ với quân hàm Thiếu úy. Từ tháng 6 cho đến tháng 8 năm 1859, ông phục vụ trong Tiểu đoàn II (Breslau) thuộc biên chế của Trung đoàn Dân quân Cận vệ số 3. Vào ngày 12 tháng 11 năm 1861, ông được thăng cấp hàm Trung úy. Trong cuộc Chiến tranh Đức-Đan Mạch năm 1864, ông là một Đại đội trưởng tạm quyền (Kompanieführers) trong Tiểu đoàn III của Trung đoàn Dân quân Cận vệ số 2. Trong cuộc Chiến tranh Áo-Phổ năm 1866, ông đã chiến đấu trong các trận đánh tại Burkersdorf, Könighof và Königsgrätz-Sadowa, và được tặng thưởng Huân chương Đại bàng Đỏ hạng IV kèm theo Thanh kiếm. Vào ngày 30 tháng 10 năm 1866, Redern được thăng cấp Đại úy và Đại đội trưởng. Từ ngày 20 tháng 7 năm 1870 cho đến ngày 23 tháng 3 năm 1871, Redern giữ một chức Đại đội trưởng tạm quyền trong Tiểu đoàn III (Cottbus) của Trung đoàn Dân quân Cận vệ số 2. Trong cuộc Chiến tranh Pháp-Đức (1870 – 1871), ông đã tham gia các cuộc vây hãm Straßburg, Paris cũng như trận chiến ở Mont Valérien, và được trao tặng Huân chương Thập tự Sắt hạng II. Đến tháng 6 năm 1875, ông trở thành một Thiếu tá dư thừa (überzähliger Major) trong trung đoàn của mình. Vào tháng 8 năm đó, ông là Đại úy cao niên nhất (ältester Hauptmann) của trung đoàn, sau đó ông gia nhập Trung đoàn Phóng lựu Cận vệ số 4 với chức vụ sĩ quan tham mưu. Vào ngày 28 tháng 7 năm 1877, ông là Chỉ huy tạm quyền (Führer) của Trung đoàn Bắn súng hỏa mai số 37, tiếp theo đó ông được lên cấp Thượng tá và Trung đoàn trưởng vào ngày 15 tháng 5 năm 1886. Vào ngày 22 tháng 5 năm 1889, Redern được phong cấp hàm Thiếu tướng và được bổ nhiệm làm Tư lệnh của Lữ đoàn Bộ binh số 8. Năm sau (1887), vào ngày 24 tháng 3, ông được lãnh chức Tư lệnh của Lữ đoàn Bộ binh số 70. Vào ngày 9 tháng 6 năm 1891, Redern xuất ngũ (z.d.) và chuyển vào ngạch Sĩ quan Trừ bị (Offizier der Armee), sau đó ông về hưu với cấp bậc Trung tướng và một khoản lương hưu vào ngày 20 tháng 6 năm đó. Ông từ trần vào tháng 6 năm 1900.

## Tiểu sử
- Gothaisches Genealogisches Taschenbuch der Adeligen Häuser Justus Perthes, Gotha 1902, S. 717
- Maximilian von Braumüller: Geschichte des Königin Augusta Garde Grenadier Regiments Nr. 4. E.S. Mittler, Berlin 1901, Anlage 5, S. 41